# جانفرانکو پتریس

جانفرانکو پتریس (به ایتالیایی: Gianfranco Petris) بازیکن فوتبال و اهل ایتالیا است 

## تیم ملی
از سال ۱۹۵۸ میلادی عضو تیم ملی فوتبال ایتالیا بوده و در ۴ بازی ملی حضور داشته‌است. او در بازی‌های ملی‌اش گلی به ثمر نرساند.
جانفرانکو پتریس آخرین بازی ملی خود را در سال ۱۹۶۳ میلادی انجام داد.